# Aminata Kamissoko
Aminata Kamissoko née en 1964 à Kissidougou en Guinée, est une artiste, auteure-compositrice et griotte guinéenne.

## Biographie

### Origines et Famille
Née au sud de la Guinée à Kissidougou, dans une famille de griots en Guinée, Aminata est influencée dès son jeune âge par son père, Djéli Malto Mory, et sa mère, Gnamakôron Diabaté, cantatrice de l'ensemble instrumental et choral national de Guinée. Sa formation artistique se développe aux côtés de figures importantes telles que Mory Kanté et Djéli Moussa Kamissoko.

### Débuts et Parcours Musical
Elle débute avec l’orchestre Tinkisso Jazz de Dabola dans les années 1980, puis rejoint l’ensemble instrumental de sa ville natale. Elle sort son premier album, Guérémoufan en 1993. Son second album, La Princesse Toujours sort en 1994, marque son ascension internationale. Dans sa chanson Kourankoya, Aminata Kamissoko rend hommage à des membres de la communauté kouranko, y compris Diomba Mara, le père de l’auteur Facély II Mara, qui examine cet héritage dans son ouvrage Le Caïman s’est tu pour de bon.

### Carrière internationale et collaborations
Dans les années  2017, Aminata Kamissoko, accompagnée de Sékouba Kandja Kouyaté et N’Faly Faranwalya Kamissoko, livrent un spectacle lors de la première édition du Grand Sumu de Conakry. Après des prestations en solo, le trio est monté sur scène pour raconter l'histoire mandingue, évoquant Soundjata Keita, Sogolon et d'autres figures de l'empire, dans la tradition orale mandingue.
Aminata Kamissoko collabore avec des artistes comme Boncana Maiga, notamment sur son troisième album, Ambition en 1999, produit à Paris. Cet album lance une série de tournées internationales, qui renforcent sa notoriété au-delà de la Guinée.
En 2008, elle enregistre KirinaKono au studio Moffou de Salif Keita. En 2021, elle sort deux albums, Idé-Soukhou et Je m’en fous, produits sous son label, Kirinakono Production,.

## voir aussi
- Hadja Kadé Diawara
- Hadja Binta Laly Sow
- Mory Kanté